# Avibrissosturmia vexans
Avibrissosturmia vexans là một loài ruồi trong họ Tachinidae.